# Loona/Diskografie
Diese Diskografie ist eine Übersicht über die musikalischen Werke von Loona. Bis 2005 galt Loona als Musikprojekt in Zusammenarbeit mit DJ Sammy. Seit 2008 führt Marie-José van der Kolk Loona als Soloprojekt weiter. Ihre erfolgreichsten Veröffentlichungen sind die Singles Bailando und Hijo de la luna mit etlichen Top-10-Platzierungen und Schallplattenauszeichnungen.

## Alben

### Studioalben
| Jahr      | Titel Musiklabel          | Höchstplatzierung, Gesamtwochen, AuszeichnungChartplatzierungen (Jahr, Titel, Musiklabel, Platzierungen, Wochen, Auszeichnungen, Anmerkungen) | Höchstplatzierung, Gesamtwochen, AuszeichnungChartplatzierungen (Jahr, Titel, Musiklabel, Platzierungen, Wochen, Auszeichnungen, Anmerkungen) | Höchstplatzierung, Gesamtwochen, AuszeichnungChartplatzierungen (Jahr, Titel, Musiklabel, Platzierungen, Wochen, Auszeichnungen, Anmerkungen) | Höchstplatzierung, Gesamtwochen, AuszeichnungChartplatzierungen (Jahr, Titel, Musiklabel, Platzierungen, Wochen, Auszeichnungen, Anmerkungen) | Anmerkungen                                     |
| Jahr      | Titel Musiklabel          | DE | AT | CH | NL | Anmerkungen                                     |
| --------- | ------------------------- | --- | --- | --- | --- | ----------------------------------------------- |
| als Loona |                           | | | | |                                                 |
|           |                           | | | | |                                                 |
| 1998      | Life Is Just a Game Urban | DE62 (6 Wo.)DE | — | — | — | Erstveröffentlichung: 29. Juni 1998 als Carisma |
| 1999      | Lunita Universal          | DE13 (16 Wo.)DE | AT8 (11 Wo.)AT | CH7 (10 Wo.)CH | — | Erstveröffentlichung: 25. Januar 1999           |
| 2000      | Entre dos aguas Universal | DE57 (4 Wo.)DE | — | CH49 (4 Wo.)CH | — | Erstveröffentlichung: 10. Dezember 2000         |
| 2002      | Colors Urban              | DE84 (1 Wo.)DE | — | — | — | Erstveröffentlichung: 21. Oktober 2002          |
| 2005      | Wind of Time Universal    | — | — | — | — | Erstveröffentlichung: 21. September 2005        |
| 2008      | Moonrise Sony             | — | — | — | — | Erstveröffentlichung: 10. Oktober 2008          |

### Kompilationen
- 2000: Greatest Hits
- 2002: Lunita
- 2008: Everybody on the Floor

## Singles

### Als Leadmusikerin
| Jahr        | Titel Album                                 | Höchstplatzierung, Gesamtwochen, AuszeichnungChartplatzierungen (Jahr, Titel, Album, Platzierungen, Wochen, Auszeichnungen, Anmerkungen) | Höchstplatzierung, Gesamtwochen, AuszeichnungChartplatzierungen (Jahr, Titel, Album, Platzierungen, Wochen, Auszeichnungen, Anmerkungen) | Höchstplatzierung, Gesamtwochen, AuszeichnungChartplatzierungen (Jahr, Titel, Album, Platzierungen, Wochen, Auszeichnungen, Anmerkungen) | Höchstplatzierung, Gesamtwochen, AuszeichnungChartplatzierungen (Jahr, Titel, Album, Platzierungen, Wochen, Auszeichnungen, Anmerkungen) | Anmerkungen                                                                                         |
| Jahr        | Titel Album                                 | DE | AT | CH | NL | Anmerkungen                                                                                         |
| ----------- | ------------------------------------------- | --- | --- | --- | --- | --------------------------------------------------------------------------------------------------- |
| als Carisma |                                             | | | | | |
|             |                                             | | | | | |
| 1995        | Life Is Just a Game                         | DE62 (6 Wo.)DE | — | — | — | Erstveröffentlichung: 15. November 1995                                                             |
| 1997        | Prince of Love Life Is Just a Game          | DE24 (15 Wo.)DE | — | — | — | Erstveröffentlichung: 9. Juni 1997                                                                  |
| 1997        | Golden Child Life Is Just a Game            | DE43 (7 Wo.)DE | — | — | — | Erstveröffentlichung: 14. August 1997                                                               |
| 1998        | Magic Moment Life Is Just a Game            | DE67 (2 Wo.)DE | — | — | — | Erstveröffentlichung: 11. Mai 1998                                                                  |
| 1999        | In 2 Eternity DJ Sammy at Work (In the Mix) | DE31 (7 Wo.)DE | — | CH48 (2 Wo.)CH | — | Erstveröffentlichung: 8. Februar 1999                                                               |
| als Loona   |                                             | | | | | |
|             |                                             | | | | | |
| 1998        | Bailando Lunita                             | DE1 Platin · (24 Wo.)DE | AT3 Gold · (18 Wo.)AT | CH1 Gold · (23 Wo.)CH | NL13 (9 Wo.)NL | Erstveröffentlichung: 15. Juni 1998 Paradisio – Bailando (1996)                                     |
| 1998        | Hijo de la luna Lunita                      | DE1 ×3Dreifachgold · (17 Wo.)DE | AT3 (13 Wo.)AT | CH2 Gold · (17 Wo.)CH | NL18 (9 Wo.)NL | Erstveröffentlichung: 23. November 1998 Mecano – Hijo de la luna (1984)                             |
| 1999        | Dónde vas Lunita                            | DE26 (9 Wo.)DE | — | CH40 (5 Wo.)CH | — | Erstveröffentlichung: 19. April 1999                                                                |
| 1999        | Mamboleo –                                  | DE3 (13 Wo.)DE | AT8 (11 Wo.)AT | CH4 (13 Wo.)CH | — | Erstveröffentlichung: 28. Juni 1999 Herbert Grönemeyer – Mambo (1984)                               |
| 1999        | Salvador Dalí Entre dos aguas               | DE63 (5 Wo.)DE | — | CH80 (2 Wo.)CH | — | Erstveröffentlichung: 22. November 1999 Mecano – Salvador Dalí (1989)                               |
| 2000        | La vida es una flor Entre dos aguas         | DE55 (9 Wo.)DE | — | — | — | Erstveröffentlichung: 3. April 2000                                                                 |
| 2000        | Latino Lover Greatest Hits                  | DE6 (11 Wo.)DE | AT9 (10 Wo.)AT | CH6 (17 Wo.)CH | — | Erstveröffentlichung: 26. Juni 2000 Luv’ – You’re the Greatest Lover (1978)                         |
| 2001        | Baila mi Ritmo Colors                       | DE40 (9 Wo.)DE | AT52 (6 Wo.)AT | CH34 (14 Wo.)CH | — | Erstveröffentlichung: 13. April 2001                                                                |
| 2001        | Viva el Amor Colors                         | DE42 (4 Wo.)DE | — | CH75 (5 Wo.)CH | — | Erstveröffentlichung: 13. August 2001                                                               |
| 2002        | Rhythm of the Night Colors                  | DE4 (13 Wo.)DE | AT18 (13 Wo.)AT | CH30 (15 Wo.)CH | — | Erstveröffentlichung: 15. Juli 2002 Sezen Aksu – Hadi Bakalim (1991)                                |
| 2002        | Colors                                      | DE79 (3 Wo.)DE | — | — | — | Erstveröffentlichung: 9. Dezember 2002                                                              |
| 2004        | Rise Again The Rise                         | DE53 (4 Wo.)DE | — | CH88 (2 Wo.)CH | — | Erstveröffentlichung: 27. August 2004                                                               |
| 2004        | Tears in Heaven Wind of Time                | DE46 (8 Wo.)DE | — | — | — | Erstveröffentlichung: 29. November 2004 Eric Clapton – Tears in Heaven (1992)                       |
| 2005        | Oye El Boom Everybody on the Floor          | DE32 (9 Wo.)DE | AT70 (1 Wo.)AT | CH44 (8 Wo.)CH | — | Erstveröffentlichung: 24. Juni 2005 David Bisbal – Oye El Boom (2004)                               |
| 2008        | Por la noche Moonrise                       | DE64 (5 Wo.)DE | — | — | — | Erstveröffentlichung: 18. Juli 2008                                                                 |
| 2009        | Parapapapapa –                              | DE34 (6 Wo.)DE | — | — | — | Erstveröffentlichung: 17. Juli 2009 Cidinho & Doca – Rap Das Armas (2009)                           |
| 2010        | Vamos a la playa –                          | DE32 (7 Wo.)DE | — | CH16 (19 Wo.)CH | — | Erstveröffentlichung: 23. Juli 2010 Miranda – Vamos a la playa (1999), BE #3, FR #4, DK #24, SE #40 |
| 2011        | El Cucaracho – El Muchacho –                | DE67 (1 Wo.)DE | — | — | — | Erstveröffentlichung: 28. Januar 2011 vs. Movetown                                                  |
| 2011        | El Tiburón –                                | DE43 (2 Wo.)DE | — | — | — | Erstveröffentlichung: 5. Juli 2011 Pigbag – Papa’s Got a Brand New Pig Bag (1981)                   |
| 2013        | Rakatakata (Un Rayo De Sol) –               | DE47 (3 Wo.)DE | — | — | — | Erstveröffentlichung: 5. Juli 2013 Los Diablos – Un Rayo De Sol (1970)                              |

Weitere Singles
- 1996: You’re My Angel (als Carisma)
- 2000: Navidad
- 2007: Everybody on the Floor (Uh La La La)
- 2008: Salam Aleikoum
- 2012: Policia
- 2013: Shalalalala (Après-Ski Mix)
- 2013: Caliente
- 2014: Brazil
- 2014: Ademloos door de Nacht (als Marie-José van der Kolk)
- 2015: OMG! Dein Body Ist So Heiss
- 2015: Caliente (Rico Bernasconi & Tom Pulse 2015 Mix)

### Als Gastmusikerin
| Jahr | Titel Album               | Höchstplatzierung, Gesamtwochen, AuszeichnungChartplatzierungen (Jahr, Titel, Album, Platzierungen, Wochen, Auszeichnungen, Anmerkungen) | Höchstplatzierung, Gesamtwochen, AuszeichnungChartplatzierungen (Jahr, Titel, Album, Platzierungen, Wochen, Auszeichnungen, Anmerkungen) | Höchstplatzierung, Gesamtwochen, AuszeichnungChartplatzierungen (Jahr, Titel, Album, Platzierungen, Wochen, Auszeichnungen, Anmerkungen) | Höchstplatzierung, Gesamtwochen, AuszeichnungChartplatzierungen (Jahr, Titel, Album, Platzierungen, Wochen, Auszeichnungen, Anmerkungen) | Höchstplatzierung, Gesamtwochen, AuszeichnungChartplatzierungen (Jahr, Titel, Album, Platzierungen, Wochen, Auszeichnungen, Anmerkungen) | Anmerkungen                                                                               |
| Jahr | Titel Album               | DE | AT | CH | UK | NL | Anmerkungen                                                                               |
| ---- | ------------------------- | --- | --- | --- | --- | --- | ----------------------------------------------------------------------------------------- |
| 2002 | Sunlight Heaven           | DE50 (7 Wo.)DE | AT48 (5 Wo.)AT | — | UK8 (9 Wo.)UK | — | Erstveröffentlichung: 15. Mai 2002 DJ Sammy DP feat. Carisma, AU #40, NZ #46              |
| 2002 | The Boys of Summer Heaven | DE25 (9 Wo.)DE | AT49 (9 Wo.)AT | — | UK2 Silber · (13 Wo.)UK | — | Erstveröffentlichung: 18. November 2002 DJ Sammy feat. Loona NZ #3, AU #9, BE #20, SE #36 |
| 2023 | Vamos –                   | DE36 (2 Wo.)DE | — | — | — | — | Erstveröffentlichung: 6. Juli 2023 Finch feat. Loona                                      |

## Statistik

### Chartauswertung
|                     | DE    | AT    | CH    | NL    |
| ------------------- | ----- | ----- | ----- | ----- |
| Nummer-eins-Alben   | DE—DE | AT—AT | CH—CH | NL—NL |
| Top-10-Alben        | DE—DE | AT1AT | CH1CH | NL—NL |
| Alben in den Charts | DE4DE | AT1AT | CH2CH | NL—NL |

|                       | DE     | AT    | CH     | UK    | NL    |
| --------------------- | ------ | ----- | ------ | ----- | ----- |
| Nummer-eins-Singles   | DE2DE  | AT—AT | CH1CH  | UK—UK | NL—NL |
| Top-10-Singles        | DE5DE  | AT4AT | CH4CH  | UK2UK | NL—NL |
| Singles in den Charts | DE28DE | AT9AT | CH13CH | UK2UK | NL2NL |

### Auszeichnungen für Musikverkäufe
| Platin-Schallplatte - Australien - 2003: für die Single Heaven - Neuseeland - 2003: für die Single The Boys of Summer |

Anmerkung: Auszeichnungen in Ländern aus den Charttabellen bzw. Chartboxen sind in ebendiesen zu finden.
| Land/RegionAuszeichnungen für Musikverkäufe (Land/Region, Auszeichnungen, Verkäufe, Quellen) | Silber  | Gold     | Platin     | Verkäufe  | Quellen                   |
| -------------------------------------------------------------------------------------------- | ------- | -------- | ---------- | --------- | ------------------------- |
| Australien (ARIA)                                                                            | —       | —        | Platin1    | 70.000    | aria.com.au               |
| Deutschland (BVMI)                                                                           | —       | Gold1    | 2× Platin2 | 1.250.000 | musikindustrie.de         |
| Neuseeland (RMNZ)                                                                            | —       | —        | Platin1    | 15.000    | aotearoamusiccharts.co.nz |
| Österreich (IFPI)                                                                            | —       | Gold1    | —          | 25.000    | ifpi.at                   |
| Schweiz (IFPI)                                                                               | —       | 2× Gold2 | —          | 50.000    | hitparade.ch              |
| Vereinigtes Königreich (BPI)                                                                 | Silber1 | —        | —          | 200.000   | bpi.co.uk                 |
| Insgesamt                                                                                    | Silber1 | 4× Gold4 | 4× Platin4 |           |                           |